# Сискі (Лодзький-Східний повіт)
Сискі (пол. Syski) — село в Польщі, у гміні Тушин Лодзький-Східного повіту Лодзинського воєводства.
Населення — 169 осіб (2011).
У 1975-1998 роках село належало до Пйотрковського воєводства.

## Демографія
Демографічна структура станом на 31 березня 2011 року:
|          | Загалом | Допрацездатний вік | Працездатний вік | Постпрацездатний вік |
| -------- | ------- | ------------------ | ---------------- | -------------------- |
| Чоловіки | 80      | 22                 | 53               | 5                    |
| Жінки    | 89      | 21                 | 54               | 14                   |
| Разом    | 169     | 43                 | 107              | 19                   |